# Brad Bird
Phillip Bradley Bird (sinh ngày 24 tháng 9 năm 1957) là một đạo diễn, nhà sản xuất phim, biên kịch người Mỹ.

## Giải thưởng và đề cử
| Năm  | Giải thưởng                                          | Hạng mục                                                                                                  | Đối tượng đề cử                      | Kết quả   |
| ---- | ---------------------------------------------------- | --- | ------------------------------------ | --------- |
| 1999 | Annie Award                                          | Best Animated Feature                                                                                     | The Iron Giant                       | Đoạt giải |
| 1999 | Annie Award                                          | Directing in an Animated Feature Production                                                               | The Iron Giant                       | Đoạt giải |
| 1999 | Annie Award                                          | Outstanding Individual Achievement for Writing in an Animated Feature Production (cùng với Tim McCanlies) | The Iron Giant                       | Đoạt giải |
| 1999 | Los Angeles Film Critics Association Award           | Best Animation                                                                                            | The Iron Giant                       | Đoạt giải |
| 2000 | BAFTA Children's Award                               | Best Feature Film (cùng với Allison Abbate, Des McAnuff và Tim McCanlies)                                 | The Iron Giant                       | Đoạt giải |
| 2000 | Hugo Award                                           | Best Dramatic Presentation (cùng với Tim McCanlies và Ted Hughes)                                         | The Iron Giant                       | Đề cử     |
| 2000 | Science Fiction and Fantasy Writers of America Award | Best Script                                                                                               | The Iron Giant                       | Đề cử     |
| 2004 | Los Angeles Film Critics Association Award           | Best Animation                                                                                            | The Incredibles                      | Đoạt giải |
| 2005 | Academy Award                                        | Best Animated Feature                                                                                     | The Incredibles                      | Đoạt giải |
| 2005 | Academy Award                                        | Best Original Screenplay                                                                                  | The Incredibles                      | Đề cử     |
| 2005 | Annie Award                                          | Best Animated Feature                                                                                     | The Incredibles                      | Đoạt giải |
| 2005 | Annie Award                                          | Outstanding Individual Achievement for Directing in an Animated Feature Production                        | The Incredibles                      | Đoạt giải |
| 2005 | Annie Award                                          | Outstanding Individual Achievement for Writing in an Animated Feature Production                          | The Incredibles                      | Đoạt giải |
| 2005 | Annie Award                                          | Outstanding Individual Achievement for Voice Acting in an Animated Feature Production                     | The Incredibles                      | Đoạt giải |
| 2005 | Hugo Award                                           | Best Dramatic Presentation                                                                                | The Incredibles                      | Đoạt giải |
| 2005 | London Critics Circle Film Awards                    | Screenwriter of the Year                                                                                  | The Incredibles                      | Đề cử     |
| 2005 | Online Film Critics Society Award                    | Best Screenplay, Original                                                                                 | The Incredibles                      | Đề cử     |
| 2005 | Saturn Award                                         | Best Writing                                                                                              | The Incredibles                      | Đoạt giải |
| 2005 | Science Fiction and Fantasy Writers of America Award | Best Script                                                                                               | The Incredibles                      | Đề cử     |
| 2006 | Hugo Award                                           | Best Dramatic Presentation                                                                                | Jack-Jack Attack                     | Đề cử     |
| 2007 | Boston Society of Film Critics Award                 | Best Screenplay                                                                                           | Ratatouille                          | Đoạt giải |
| 2007 | Chicago Film Critics Association Award               | Best Screenplay, Original                                                                                 | Ratatouille                          | Đề cử     |
| 2007 | Los Angeles Film Critics Association Award           | Best Animation (cùng với Jan Pinkava)                                                                     | Ratatouille                          | Đoạt giải |
| 2008 | Academy Award                                        | Best Animated Feature                                                                                     | Ratatouille                          | Đoạt giải |
| 2008 | Academy Award                                        | Best Original Screenplay (cùng với Jan Pinkava và Jim Capobianco)                                         | Ratatouille                          | Đề cử     |
| 2008 | Annie Award                                          | Best Animated Feature                                                                                     | Ratatouille                          | Đoạt giải |
| 2008 | Annie Award                                          | Outstanding Individual Achievement for Directing in an Animated Feature Production                        | Ratatouille                          | Đoạt giải |
| 2008 | Annie Award                                          | Outstanding Individual Achievement for Writing in an Animated Feature Production                          | Ratatouille                          | Đoạt giải |
| 2008 | BAFTA Film Award                                     | Best Animated Film                                                                                        | Ratatouille                          | Đoạt giải |
| 2008 | Golden Globe Award                                   | Best Animated Feature Film                                                                                | Ratatouille                          | Đoạt giải |
| 2008 | Online Film Critics Society Award                    | Best Screenplay, Original                                                                                 | Ratatouille                          | Đề cử     |
| 2008 | Saturn Award                                         | Best Writing                                                                                              | Ratatouille                          | Đoạt giải |
| 2012 | Saturn Award                                         | Best Director                                                                                             | Mission: Impossible – Ghost Protocol | Đề cử     |